# Police AFC
Police AFC is een voetbalclub uit Douglas, de hoofdstad van het eiland Man.

## Erelijst

### Competitie
- 2e divisie, kampioen in seizoen: 1995-96

### Beker
- Paul Henry Gold Cup: 1994-95

## Stadion
Het stadion van Police AFC is gelegen op Groves Road in Douglas. De capaciteit van het stadion is onbekend.